# 雪倫·鮑爾
雪倫·鮑爾（法語：Sharone Bauer，2000年4月12日—），出生於法國阿格諾，羽毛球運動員，曾代表法國贏得2018年歐青賽混合團體冠軍及2020年歐洲女子團體錦標賽季軍。就讀巴黎第十二大学。

## 簡歷
雪倫·鮑爾在大約八歲時開始接觸羽球以及體操兩項運動，兩年後因為無法兼顧兩者而選擇專注於羽球。2017年，雪倫被選入法國國家羽毛球隊，2018年代表法國在歐洲青年錦標賽獲得混合團體冠軍。
2019年，雪倫·鮑爾與她的混雙搭檔威廉·維利格在捷克公開賽首度闖入國際賽事決賽，此後亦在挪威國際賽晉級決賽。2020年，雪倫作為法國隊最年輕的隊員參加歐洲女子團體錦標賽，最終獲得季軍。2021年，雪倫·鮑爾／威廉·維利格在葡萄牙國際賽、奧地利公開賽兩度晉級決賽，最終皆以亞軍作收。

## 主要比賽成績
只列出曾進入準決賽的國際賽事成績：
| 年份   | 賽事                       | 公開賽級別 | 項目     | 搭檔            | 成績   |
| ------ | -------------------------- | ---------- | -------- | --------------- | ------ |
| 2018年 | 歐洲青年羽毛球錦標賽       | 其他       | 混合團體 | －              | 冠軍   |
| 2019年 | 希臘羽毛球公開賽           | 國際系列賽 | 混合雙打 | 威廉·維利格     | 準決賽 |
| 2019年 | 捷克羽毛球公開賽           | 未來系列賽 | 混合雙打 | 威廉·維利格     | 亞軍   |
| 2019年 | 挪威羽毛球國際賽           | 國際系列賽 | 混合雙打 | 威廉·維利格     | 亞軍   |
| 2020年 | 愛沙尼亞羽毛球國際賽       | 國際系列賽 | 女子雙打 | 朱麗葉·莫納爾   | 準決賽 |
| 2020年 | 瑞典羽毛球公開賽           | 未來系列賽 | 混合雙打 | 威廉·維利格     | 準決賽 |
| 2020年 | 歐洲羽毛球男女子團體錦標賽 | 其他       | 女子團體 | －              | 季軍   |
| 2021年 | 葡萄牙羽毛球國際賽         | 國際系列賽 | 混合雙打 | 威廉·維利格     | 亞軍   |
| 2021年 | 奧地利羽毛球公開賽         | 未來系列賽 | 混合雙打 | 威廉·維利格     | 亞軍   |
| 2022年 | 葡萄牙羽毛球國際賽         | 國際系列賽 | 女子雙打 | 薇玛拉·埃里奥   | 亞軍   |
| 2022年 | 盧森堡羽毛球公開賽         | 國際系列賽 | 混合雙打 | 卢卡斯·科维     | 冠軍   |
| 2022年 | 奧地利羽毛球公開賽         | 國際系列賽 | 混合雙打 | 卢卡斯·科维     | 準決賽 |
| 2022年 | 挪威羽毛球國際賽           | 國際系列賽 | 混合雙打 | 卢卡斯·科维     | 冠軍   |
| 2023年 | 新亞奎丹羽毛球未來系列賽   | 未來系列賽 | 女子雙打 | Emilie Vercelot | 亞軍   |
| 2023年 | 新亞奎丹羽毛球未來系列賽   | 未來系列賽 | 混合雙打 | 伊勞埃·亞當     | 冠軍   |
| 2023年 | 挪威羽毛球國際賽           | 國際系列賽 | 女子雙打 | Emilie Vercelot | 準決賽 |
| 2023年 | 威爾斯羽毛球國際賽         | 國際挑戰賽 | 女子雙打 | Emilie Vercelot | 準決賽 |
| 2024年 | 歐洲羽毛球男女子團體錦標賽 | 其他       | 女子團體 | －              | 季軍   |
| 2024年 | 瑞典羽毛球公開賽           | 國際系列賽 | 女子雙打 | Emilie Vercelot | 準決賽 |
| 2024年 | 聖但尼羽毛球公開賽         | 國際挑戰賽 | 女子雙打 | Emilie Vercelot | 準決賽 |
| 2024年 | 毛里裘斯羽毛球國際賽賽     | 國際系列賽 | 女子雙打 | Emilie Vercelot | 準決賽 |
| 2024年 | 捷克羽毛球公開賽           | 國際系列賽 | 女子雙打 | Emilie Vercelot | 亞軍   |
| 2024年 | 挪威羽毛球國際賽           | 國際系列賽 | 女子雙打 | Emilie Vercelot | 亞軍   |
| 2025年 | 葡萄牙羽毛球國際賽         | 國際系列賽 | 女子雙打 | Emilie Vercelot | 準決賽 |

| 2018-2026年 | 總決賽 | 超級1000賽 | 超級750賽 | 超級500賽 | 超級300賽 | 超級100賽 | 國際挑戰賽 | 國際系列賽 | 未來系列賽 | 其他 |

## 外部連結
- 雪倫·鮑爾的Instagram帳戶